# Distrito electoral 09 (Nebraska)
El distrito electoral 09 (en inglés: Precinct 09) es un distrito electoral ubicado en el condado de Dawes en el estado estadounidense de Nebraska. En el Censo de 2010 tenía una población de 245 habitantes y una densidad poblacional de 0,69 personas por km².

## Geografía
El distrito electoral 09 se encuentra ubicado en las coordenadas 42°44′9″N 103°14′2″O / 42.73583, -103.23389. Según la Oficina del Censo de los Estados Unidos, el distrito electoral 09 tiene una superficie total de 356.28 km², de la cual 352.36 km² corresponden a tierra firme y (1.1%) 3.92 km² es agua.

## Demografía
Según el censo de 2010, había 245 personas residiendo en el distrito electoral 09. La densidad de población era de 0,69 hab./km². De los 245 habitantes, el distrito electoral 09 estaba compuesto por el 90.2% blancos, el 0.82% eran afroamericanos, el 2.04% eran asiáticos, el 5.31% eran de otras razas y el 1.63% pertenecían a dos o más razas. Del total de la población el 10.2% eran hispanos o latinos de cualquier raza.